# Möllevångsfestivalen
Möllevångsfestivalen var en festival på och omkring Möllevången i Malmö, Sverige. Festivalområdet utgjordes av Möllevångstorget, Folkets park och några av de omkringliggande gatorna.
Målsättningen var att engagera de boende på Möllevången och festivalen var inte knuten till kommunen eller några kommersiella organisationer. Festivalens motto var Av folket, för folket och artisterna uppträdde utan gage. Festivalen gick back första året, då man inte erhöll några bidrag alls och startade därför en stödkampanj. Stödkampanjen stod för de arrangemang som låg utanför festivaldagarna, exempelvis marknader, stödfester och parkfester. Första året slutade festivalen med en förlust på 200 000 kronor. Man uppgav 2009 att man då nästan helt lyckats göra sig kvitt de gamla skulderna. Efter 2010 års festival beslutade gruppen att lägga ned festivalen för att helt fokusera på att organisera en kampanj mot gentrifiering inom Möllevångsgruppen och vad som kom att bli Stad Solidar, samt en mer permanent form av kulturpolitik på lokalen Kontrapunkt.

## Arrangemang
Förutom flera olika scener i Folkets park och Möllevångstorget med konsertarrangemang var återkommande inslag:
- Gröna gatan, då delar av Simrishamnsgatan stängdes av. På gatan fanns försäljning och uppträdanden och även några av gårdarna öppnades upp.
- Röda gatan, delar av Kristianstadsgatan stängdes av 2010. Banderoller med gentrifieringskritiska budskap hängdes mellan husen och en rad olika vänstergrupper, däribland Allt åt alla och Syndikalistiska Ungdomsförbundet, arrangerade olika händelser.
- Loppisstråk, med loppmarknad
- Hantverksgatan, lokala designer och hantverkare sålde egna produkter
- Konstgatan, delar av Kristianstadsgatan stängdes av. Gatan och inne på några gårdar stod olika kulturgrupper för arrangemangen, allt från performance och poesi till musik.
- Karnevalståg, med olika latinamerikanska kulturföreningar.

## Festivaler
- 2006: 28 - 29 juli
- 2007: 20 - 21 juli
- 2008: 25 - 26 juli
- 2009: 24 - 25 juli
- 2010: 23 - 24 juli